# Ali Retima
Ali Retima, né le 31 janvier 1949 à Tunis, est un joueur et entraîneur de football tunisien. Il évoluait comme libéro et parfois comme milieu de terrain défensif.

## Carrière

### Joueur
- 1964-1978 : Club africain (espoirs jusqu'en 1968)

## Palmarès

### Clubs
- Championnat de Tunisie :
  - Vainqueur : 1967, 1973, 1974
- Coupe de Tunisie :
  - Vainqueur : 1967, 1968, 1969, 1970, 1972, 1973, 1976
  - Finaliste : 1974
- Coupe du Maghreb des clubs champions : 
  - Vainqueur : 1974, 1975, 1976
- Coupe du Maghreb des vainqueurs de coupe :
  - Vainqueur : 1971
  - Finaliste : 1972, 1973
- Championnat de Tunisie espoirs :
  - Vainqueur : 1966, 1968

### Équipe nationale
- Jeux méditerranéens :
  - Finaliste : 1971

### Statistiques
- Championnat de Tunisie : 184 matchs (dix buts)
- Coupe de Tunisie : 41 matchs (deux buts)
- Coupe du Maghreb des clubs champions : huit matchs (un but)
- Coupe du Maghreb des vainqueurs de coupe : quatre matchs
- Sélections en équipe nationale : 37 matchs (un but marqué contre l'Égypte en 1974)